# Austroaeschna obscura
Austroaeschna obscura – gatunek ważki z rodziny żagnicowatych (Aeshnidae).